# アダム・マーカス (映画監督)
アダム・マーカス（Adam Marcus, 1968年 - ）は、アメリカ合衆国の映画監督、脚本家。

## 作品
- その女諜報員 アレックス（2015年）　脚本
- 飛びだす 悪魔のいけにえ レザーフェイス一家の逆襲（2013年）　原案・脚本
- HIS NAME WAS JASON　～「１３日の金曜日」３０年の軌跡～（2009年）　出演
- ゴッド・ランド（2008年）　監督・脚本
- 13日の金曜日／ジェイソンの命日（1993年）　監督・原案